# Coupe du monde de cyclo-cross 2016-2017
Navigation
2015-2016 2017-2018
La Coupe du monde de cyclo-cross 2016-2017 est la 24e édition de la coupe du monde de cyclo-cross qui a lieu du 21 septembre 2016 à Las Vegas au 22 janvier 2017 à Hoogerheide. Elle comprend neuf manches pour les hommes et femmes élites et sept manches pour les catégories juniors et espoirs hommes, dont deux organisées aux États-Unis. C'est la seconde année consécutive que la Coupe du monde s'exile en dehors de l'Europe. Toutes les épreuves font partie du calendrier de la saison de cyclo-cross masculine et féminine 2016-2017.

## Barème
Le barème suivant est appliqué lors de chaque manche : 
| Place  | 1  | 2  | 3  | 4  | 5  | 6  | 7  | 8  | 9  | 10 |
| Points | 80 | 70 | 65 | 60 | 55 | 50 | 48 | 46 | 44 | 42 |

Les coureurs classés de la 11e à la 50e place reçoivent également des points, de 40 pour le 11e à 1 pour le 50e.
Dans les catégories espoirs et juniors, seuls les 30 premiers obtiennent des points suivant le barème : 
| Place  | 1  | 2  | 3  | 4  | 5  | 6  | 7  | 8  | 9  | 10 |
| Points | 60 | 50 | 45 | 40 | 35 | 30 | 28 | 26 | 24 | 22 |

Les coureurs classés de la 11e à la 30e place reçoivent également des points, de 20 pour le 11e à 1 pour le 30e.

## Calendrier
| # | Date         | Course                                |
| - | ------------ | ------------------------------------- |
| 1 | 21 septembre | Las Vegas (CrossVegas)                |
| 2 | 24 septembre | Iowa City (Jingle Cross)              |
| 3 | 23 octobre   | Valkenburg (Cauberg Cyclo-Cross)      |
| 4 | 20 novembre  | Coxyde (Duinencross) (annulée)        |
| 5 | 26 novembre  | Zeven                                 |
| 6 | 18 décembre  | Namur (Cyclo-cross de la Citadelle)   |
| 7 | 26 décembre  | Heusden-Zolder (GP Eric De Vlaeminck) |
| 8 | 15 janvier   | Fiuggi                                |
| 9 | 22 janvier   | Hoogerheide (GP Adrie van der Poel)   |

## Hommes élites

### Résultats
| # | Date         | Lieu                                  | Vainqueur                            | Deuxième                             | Troisième                            | Leader du classement général |
| - | ------------ | ------------------------------------- | ------------------------------------ | ------------------------------------ | ------------------------------------ | ---------------------------- |
| 1 | 21 septembre | Las Vegas (CrossVegas)                | Wout van Aert                        | Michael Vanthourenhout               | Laurens Sweeck                       | Wout van Aert                |
| 2 | 24 septembre | Iowa City (Jingle Cross)              | Wout van Aert                        | Kevin Pauwels                        | Laurens Sweeck                       | Wout van Aert                |
| 3 | 23 octobre   | Valkenburg (Cauberg Cyclo-Cross)      | Mathieu van der Poel                 | Wout van Aert                        | Michael Vanthourenhout               | Wout van Aert                |
| 4 | 20 novembre  | Coxyde (Duinencross)                  | annulée pour cause de vents violents | annulée pour cause de vents violents | annulée pour cause de vents violents | Wout van Aert                |
| 5 | 26 novembre  | Zeven                                 | Mathieu van der Poel                 | Wout van Aert                        | Kevin Pauwels                        | Wout van Aert                |
| 6 | 18 décembre  | Namur (Cyclo-cross de la Citadelle)   | Mathieu van der Poel                 | Wout van Aert                        | Kevin Pauwels                        | Wout van Aert                |
| 7 | 26 décembre  | Heusden-Zolder (GP Eric De Vlaeminck) | Wout van Aert                        | Laurens Sweeck                       | Kevin Pauwels                        | Wout van Aert                |
| 8 | 15 janvier   | Fiuggi                                | Wout van Aert                        | Marcel Meisen                        | Tom Meeusen                          | Wout van Aert                |
| 9 | 22 janvier   | Hoogerheide (GP Adrie van der Poel)   | Lars van der Haar                    | Tom Meeusen                          | Corné van Kessel                     | Wout van Aert                |

### Classement général
| Pos. | Coureur                | Équipe                 | VEG | IOW | VAL | KOK | ZEV | NAM | HEU | FIU | HOO | Points |
| ---- | ---------------------- | ---------------------- | --- | --- | --- | --- | --- | --- | --- | --- | --- | ------ |
| 1    | Wout van Aert          | Crelan-Vastgoedservice | 1   | 1   | 2   |     | 2   | 2   | 1   | 1   |     | 530    |
| 2    | Kevin Pauwels          | Marlux-Napoleon Games  | 12  | 2   | 5   |     | 3   | 3   | 3   | 4   | 5   | 474    |
| 3    | Tom Meeusen            | Telenet-Fidea          | 11  | 14  | 4   |     | 4   | 4   | 5   | 3   | 2   | 447    |
| 4    | Michael Vanthourenhout | Marlux-Napoleon Games  | 2   | 20  | 3   |     | 9   | 8   | 6   | 6   | 23  | 384    |
| 5    | Laurens Sweeck         | ERA Real Estate-Circus | 3   | 3   | 9   |     | 6   | 5   | 2   | 27  |     | 373    |
| 6    | Corné van Kessel       | Telenet-Fidea          |     | 6   | 8   |     | 7   | 6   | 9   | 10  | 3   | 345    |
| 7    | Tim Merlier            | Crelan-Vastgoedservice | 9   | 19  | 10  |     | 13  | 16  | 7   | 5   | 6   | 344    |
| 8    | Mathieu van der Poel   | Beobank-Corendon       |     |     | 1   |     | 1   | 1   | 14  |     | 24  | 304    |
| 9    | Toon Aerts             | Telenet-Fidea          | 4   | 9   | 6   |     | 12  | 7   | 4   | Ab. |     | 301    |
| 10   | Marcel Meisen          | Steylaerts Cycloteam   |     | 30  | 13  |     | 10  | 9   | 15  | 2   | 8   | 297    |

## Femmes élites

### Résultats
| # | Date         | Lieu                                  | Vainqueur                            | Deuxième                             | Troisième                            | Leader du classement général |
| - | ------------ | ------------------------------------- | ------------------------------------ | ------------------------------------ | ------------------------------------ | ---------------------------- |
| 1 | 21 septembre | Las Vegas (CrossVegas)                | Sophie de Boer                       | Kateřina Nash                        | Katherine Compton                    | Sophie de Boer               |
| 2 | 24 septembre | Iowa City (Jingle Cross)              | Katherine Compton                    | Caroline Mani                        | Kaitlin Antonneau                    | Katherine Compton            |
| 3 | 23 octobre   | Valkenburg (Cauberg Cyclo-Cross)      | Thalita de Jong                      | Sophie de Boer                       | Sanne Cant                           | Sophie de Boer               |
| 4 | 20 novembre  | Coxyde (Duinencross)                  | annulée pour cause de vents violents | annulée pour cause de vents violents | annulée pour cause de vents violents | Sophie de Boer               |
| 5 | 26 novembre  | Zeven                                 | Sanne Cant                           | Katherine Compton                    | Alice Maria Arzuffi                  | Sophie de Boer               |
| 6 | 18 décembre  | Namur (Cyclo-cross de la Citadelle)   | Kateřina Nash                        | Eva Lechner                          | Sophie de Boer                       | Sophie de Boer               |
| 7 | 26 décembre  | Heusden-Zolder (GP Eric De Vlaeminck) | Marianne Vos                         | Sanne Cant                           | Kateřina Nash                        | Sophie de Boer               |
| 8 | 15 janvier   | Fiuggi                                | Marianne Vos                         | Kateřina Nash                        | Sophie de Boer                       | Sophie de Boer               |
| 9 | 22 janvier   | Hoogerheide (GP Adrie van der Poel)   | Marianne Vos                         | Lucinda Brand                        | Annemarie Worst                      | Sophie de Boer               |

### Classement général
| Pos. | Coureur           | Équipe                  | VEG | IOW | VAL | KOK | ZEV | NAM | HEU | FIU | HOO | Points |
| ---- | ----------------- | ----------------------- | --- | --- | --- | --- | --- | --- | --- | --- | --- | ------ |
| 1    | Sophie de Boer    | Kalas-NNOF Cycling Team | 1   | 7   | 2   |     | 4   | 3   | 6   | 3   | 8   | 484    |
| 2    | Sanne Cant        | Beobank-Corendon        | 9   | 13  | 3   |     | 1   | 13  | 2   |     | 4   | 395    |
| 3    | Katerina Nash     | Team LUNA Chix          | 2   | 4   |     |     |     | 1   | 3   | 2   | 7   | 393    |
| 4    | Ellen Van Loy     | Telenet-Fidea           | 17  | 14  | 6   |     | 7   | 6   | 7   | 7   | 13  | 353    |
| 5    | Eva Lechner       | Team LUNA Chix          | 16  | 8   |     |     |     | 2   | 5   | 5   | 14  | 298    |
| 6    | Ellen Noble       | Colavita-Bianchi        | 8   | 5   | 37  |     | 10  | 16  | 19  | 8   | 39  | 282    |
| 7    | Amanda Miller     | Visit Dallas DNA        | 4   | 10  | 5   |     |     | 7   | 10  |     | 19  | 279    |
| 8    | Caroline Mani     | Raleigh-Clement         | 5   | 2   | 7   |     | 11  |     |     | 14  | 31  | 270    |
| 9    | Katherine Compton | KFC Racing              | 3   | 1   |     |     | 2   |     |     |     | 17  | 249    |
| 10   | Laura Verdonschot | Marlux-Napoleon Games   |     |     | 19  |     | 8   | 28  | 11  | 6   | 5   | 246    |

## Hommes espoirs

### Résultats
| # | Date        | Lieu                                  | Vainqueur                            | Deuxième                             | Troisième                            | Leader du classement général |
| - | ----------- | ------------------------------------- | ------------------------------------ | ------------------------------------ | ------------------------------------ | ---------------------------- |
| 1 | 23 octobre  | Valkenburg (Cauberg Cyclo-Cross)      | Gioele Bertolini                     | Joris Nieuwenhuis                    | Quinten Hermans                      | Gioele Bertolini             |
| 2 | 20 novembre | Coxyde (Duinencross)                  | annulée pour cause de vents violents | annulée pour cause de vents violents | annulée pour cause de vents violents | Gioele Bertolini             |
| 3 | 26 novembre | Zeven                                 | Joris Nieuwenhuis                    | Eli Iserbyt                          | Quinten Hermans                      | Joris Nieuwenhuis            |
| 4 | 18 décembre | Namur (Cyclo-cross de la Citadelle)   | Joris Nieuwenhuis                    | Quinten Hermans                      | Thijs Aerts                          | Joris Nieuwenhuis            |
| 5 | 26 décembre | Heusden-Zolder (GP Eric De Vlaeminck) | Joris Nieuwenhuis                    | Clément Russo                        | Adam Toupalik                        | Joris Nieuwenhuis            |
| 6 | 15 janvier  | Fiuggi                                | Eli Iserbyt                          | Gioele Bertolini                     | Quinten Hermans                      | Joris Nieuwenhuis            |
| 7 | 22 janvier  | Hoogerheide (GP Adrie van der Poel)   | Joris Nieuwenhuis                    | Clément Russo                        | Thijs Aerts                          | Joris Nieuwenhuis            |

### Classement général
| Pos. | Coureur              | Équipe   | VAL | KOK | ZEV | NAM | HEU | FIU | HOO | Points |
| ---- | -------------------- | -------- | --- | --- | --- | --- | --- | --- | --- | ------ |
| 1    | Joris Nieuwenhuis    | Pays-Bas | 2   |     | 1   | 1   | 1   | 10  | 1   | 240    |
| 2    | Quinten Hermans      | Belgique | 3   |     | 3   | 2   |     | 3   | 16  | 185    |
| 3    | Clément Russo        | France   | 14  |     | 19  | 4   | 2   | 4   | 2   | 180    |
| 4    | Gioele Bertolini     | Italie   | 1   |     | 4   | 9   | 8   | 2   |     | 176    |
| 5    | Eli Iserbyt          | Belgique | 6   |     | 2   | 5   | 6   | 1   |     | 175    |
| 6    | Thijs Aerts          | Belgique | 13  |     | 12  | 3   | 4   | 5   | 3   | 165    |
| 7    | Adam Toupalik        | Tchéquie | 4   |     | 7   | 7   | 3   | 11  | DNF | 141    |
| 8    | Nicolas Cleppe       | Belgique |     |     | 4   | 6   | 9   | 12  | 5   | 124    |
| 9    | Maik van der Heijden | Pays-Bas | 18  |     | 9   | 16  | 14  | 7   | 4   | 109    |
| 10   | Sieben Wouters       | Pays-Bas | 5   |     | 22  | 28  | 16  | 5   | 15  | 101    |

## Hommes juniors

### Résultats
| # | Date        | Lieu                                  | Vainqueur                            | Deuxième                             | Troisième                            | Leader du classement général |
| - | ----------- | ------------------------------------- | ------------------------------------ | ------------------------------------ | ------------------------------------ | ---------------------------- |
| 1 | 23 octobre  | Valkenburg (Cauberg Cyclo-Cross)      | Yentl Bekaert                        | Antoine Benoist                      | Andreas Goeman                       | Yentl Bekaert                |
| 2 | 20 novembre | Coxyde (Duinencross)                  | annulée pour cause de vents violents | annulée pour cause de vents violents | annulée pour cause de vents violents | Yentl Bekaert                |
| 3 | 26 novembre | Zeven                                 | Jelle Camps                          | Toon Vandebosch                      | Thomas Pidcock                       | Yentl Bekaert                |
| 4 | 18 décembre | Namur (Cyclo-cross de la Citadelle)   | Thomas Pidcock                       | Antoine Benoist                      | Maxime Bonsergent                    | Toon Vandebosch              |
| 5 | 26 décembre | Heusden-Zolder (GP Eric De Vlaeminck) | Thymen Arensman                      | Toon Vandebosch                      | Andreas Goeman                       | Toon Vandebosch              |
| 6 | 15 janvier  | Fiuggi                                | Antoine Benoist                      | Maxime Bonsergent                    | Toon Vandebosch                      | Toon Vandebosch              |
| 7 | 22 janvier  | Hoogerheide (GP Adrie van der Poel)   | Thomas Pidcock                       | Ben Turner                           | Timo Kielich                         | Toon Vandebosch              |

### Classement général
| Pos. | Coureur           | Équipe      | VAL | KOK | ZEV | NAM | HEU | FIU | HOO | Points |
| ---- | ----------------- | ----------- | --- | --- | --- | --- | --- | --- | --- | ------ |
| 1    | Toon Vandebosch   | Belgique    | 5   |     | 2   | 6   | 2   | 3   |     | 180    |
| 2    | Antoine Benoist   | France      | 2   |     |     | 2   |     | 1   | 13  | 178    |
| 3    | Thomas Pidcock    | Royaume-Uni |     |     | 3   | 1   |     |     | 1   | 165    |
| 4    | Yentl Bekaert     | Belgique    | 1   |     | 4   | 19  | 12  | 28  | 5   | 154    |
| 5    | Andreas Goeman    | Belgique    | 3   |     | 6   | 11  | 3   | 16  | 8   | 146    |
| 6    | Thymen Arensman   | Pays-Bas    | 28  |     | 8   | 5   |     | 1   | 15  | 137    |
| 7    | Jelle Camps       | Belgique    | 26  |     | 1   | 17  | 7   | 10  | 10  | 132    |
| 8    | Ben Turner        | Royaume-Uni | 10  |     | 7   | 8   |     |     | 2   | 126    |
| 9    | Timo Kielich      | Belgique    | 13  |     | 9   | 10  | 6   | 11  | 3   | 121    |
| 10   | Maxime Bonsergent | France      | 11  |     |     | 3   |     | 2   |     | 115    |